# محاصره میتسوجی
محاصره میتسوجی (به ژاپنی: Siege of Mitsuji) بخشی از نبردهای یازده ساله به نام نبرد معبد ایشی‌یاما هونگان بود. ایکو-ایکی، یک گروه از راهبان جنگجو و دهقانان بودند که کنترل قلعه را در دست داشتند و به عنوان یکی از موانع اصلی اودا نوبوناگا برای به قدرت رسیدن ایستاده بودند.
در ماه مه ۱۵۷۶، نوبوناگا شخصاً در رأس حمله به قلعه گرفت. او با تعدادی از آشیگاروها (سربازان) توانستند نیروهای قلعه را تا دروازه درونی خود به عقب برانند. با این حال، نیروهای ایکو-ایکی در توپخانه متخصص بودند، و نوبوناگا بخاطر زخم پا در اثر گلوله مجبور به عقب‌نشینی شد، و یکی از ژنرال‌هایش، هارادا نائوماسا را هم از دست داد.